# Bárbara Enríquez
Bárbara Enríquez é uma diretora de arte mexicana. Como reconhecimento, foi nomeada ao Óscar 2019 na categoria de Melhor Direção de Arte por Roma (2018).